# Elena Tzavara

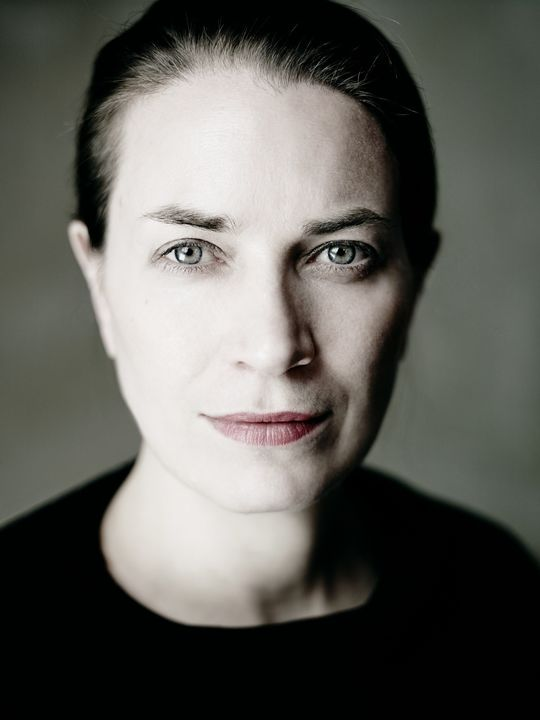
Elena Tzavara (2020)

Elena Tzavara (* 23. September 1977 in Hamburg) ist eine deutsche Opernregisseurin, Librettistin, Kulturmanagerin und Generalintendantin am Theater Aachen. Sie ist die Tochter von Asmus Werner.

## Leben und Wirken
Elena Tzavara studierte Musiktheater-Regie an der Hochschule für Musik „Hanns Eisler“ Berlin und gründete früh ihr eigenes Berliner Opernensemble „OFFenbachmusikTheater“. Zusammen mit diesem sich Operetten widmenden Ensemble erfolgten ihre ersten Regiearbeiten.
Nach Assistenzen und Produktionsleitungen an der Staatsoper Unter den Linden Berlin, den Salzburger Festspielen, der Ruhrtriennale und den Salzburger Osterfestspielen führten ihre beruflichen Wege sie u. a. 2006 mit Die Spieler (Dmitri Schostakowitsch) und Rothschilds Geige (Benjamin Fleischmann) zum Royal Liverpool Philharmonic Orchestra und mit der griechischen Erstaufführung der Operette Die schöne Galathée an das Griechische Nationaltheater (Athen). Sie inszenierte am Nationaltheater Weimar, an der Staatsoper Unter den Linden Berlin, an der Oper Köln, der Staatsoper Stuttgart, beim Acht-Brücken-Festival, beim Holland Festival und bei den Salzburger Festspielen.
2006 erhielt Tzavara das zweijährige Stipendium der Deutsche Bank Stiftung für die Akademie Musiktheater heute und das Stipendium des Deutsch-Französischen Kulturrates. 2007 wurde Tzavara Finalistin des Europäischen Opernregie-Preises.
Von 2009 bis Dezember 2013 war Tzavara Leiterin der Kinderoper Köln, wo sie, statt Opern kindgerecht zu verkleinern, auf Uraufführungen von speziell für Kinder geschriebenen, zeitgenössischen Opern setzte. Hervorzuheben ist beispielhaft die Jugendoper Border (Komposition: Ludger Vollmer) nach Motiven der antiken griechischen Tragödie Die Kinder des Herakles von Euripides. Anschließend leitete sie bis 2016 die Festivals „Musik in den Häusern der Stadt“ und „Literatur in den Häusern der Stadt“ in Köln, Bonn, Hamburg, München etc. des KunstSalon Köln. Seit Beginn des Jahres 2017 wurde Tzavara als Künstlerische Leiterin der Junge Oper Stuttgart an der Staatsoper Stuttgart übernommen, welche durch den Umzug in die Spielstätte NORD des Württembergischen Staatstheaters Stuttgart zur „Jungen Oper im Nord“ (JOiN) wurde. Außerdem leitete sie dort die Internationalen Opernstudios der Staatsoper Stuttgart. 
Seit der Spielzeit 2023/24 ist Tzavara Generalintendantin am Theater Aachen.
Tzavara ist Mitglied im Kuratorium der Liz Mohn Stiftung und Vorstandsmitglied der Kurt Sieder Stiftung.